# Funpark (Wintersport)
Funparks (engl.) sind Vergnügungsparks in Wintersportgebieten, in denen man mit Ski bzw. Snowboard über verschiedene Hindernisse fährt. Funparks findet man in fast jedem Wintersportgebiet, in der Regel nicht abhängig von dessen Grösse. In einem Funpark findet man vor allem verschieden grosse Schanzen und Hindernisse, die es zu überwinden gilt. Man gewinnt dabei Sicherheit in der Luft beim Springen und man kann Tricks, die auf der normalen Skipiste nicht möglich sind, ausprobieren. Das Verletzungsrisiko ist dabei erhöht, weshalb Funparkbesucher eher jünger sind.

## Planung, Vorbereitung, Aufbau

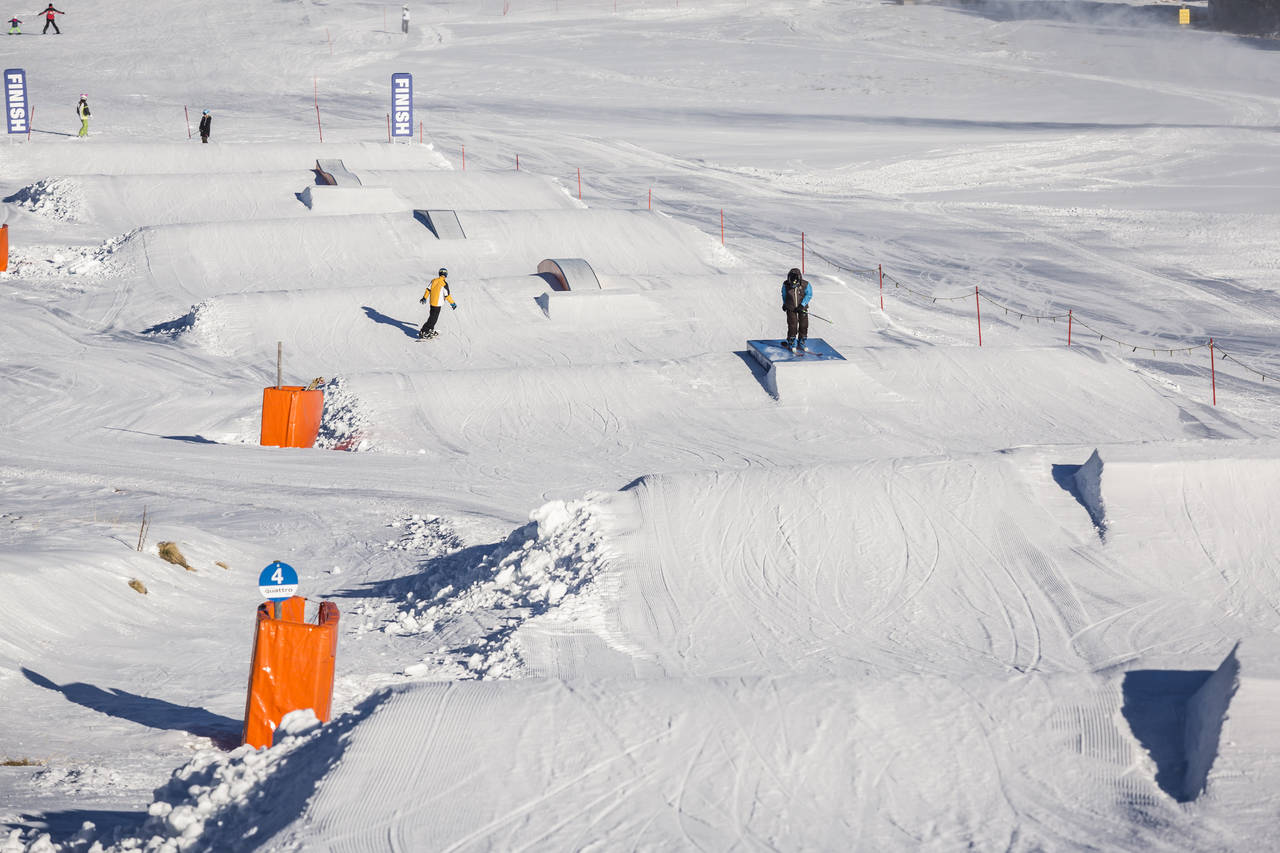
Beispiel für einen Funpark (Kreischberg)

Die ganze Planung für einen Funpark ist sehr aufwendig. Bei größeren Funparks wird das Gelände, wo der Park gebaut wird, digital vermessen. So kann am Computer alles geplant und ein 3D-Modell erstellt werden. Die Vorbereitungen beginnen bereits im Sommer. Es werden Rails und Boxen hergestellt und das Gelände wird so präpariert, dass später die Arbeit im Schnee erleichtert wird. Wenn die Skisaison beginnt und die Beschneiung beendet ist, wird mit der Ausarbeitung begonnen. Die bereits hergestellten, oder eingelagerten Nicht-Schnee-Elemente, werden im Boden verankert und Schnee-Elemente (wie z. B. Schanzen), werden mit Hilfe von Pistenfahrzeugen und Schaufeln usw. aus Schnee geformt. Mit Handarbeit wird am Ende die Feinarbeit gemacht, sodass die Sicherheit für Parkbesucher gewährleistet werden kann. Zeichen für Qualität ist u. a. die Vielfältigkeit der Elemente.

## Elemente
In einem Funpark in Wintersportgebieten findet man viele verschiedene Elemente. Dazu gehören Hindernisse in den verschiedensten Formen und Farben, die es zu überwinden gilt, oder auch Schanzen in allen möglichen Grössen. Die wichtigsten Elemente sind Schanzen, Rails und Boxen.

## Sicherheit

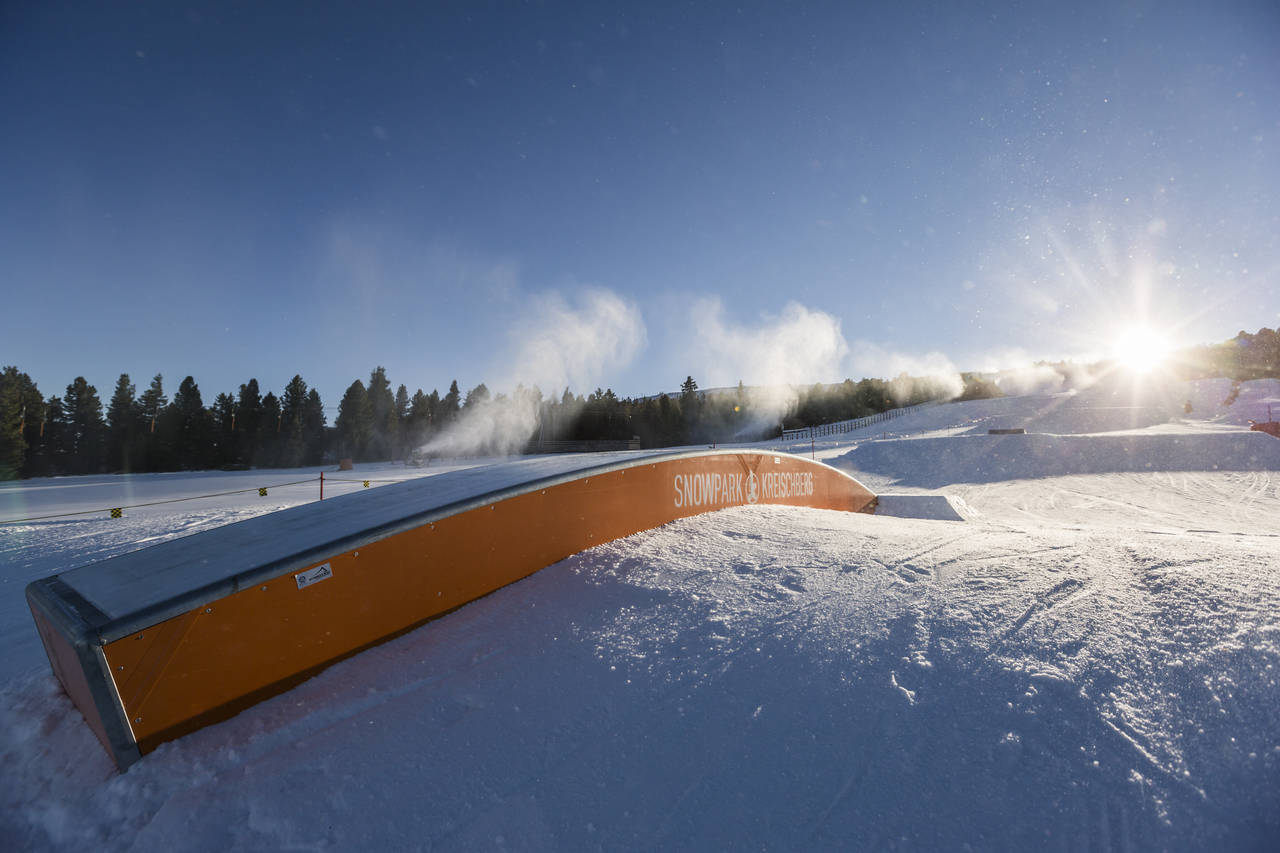
(Butter-)Box

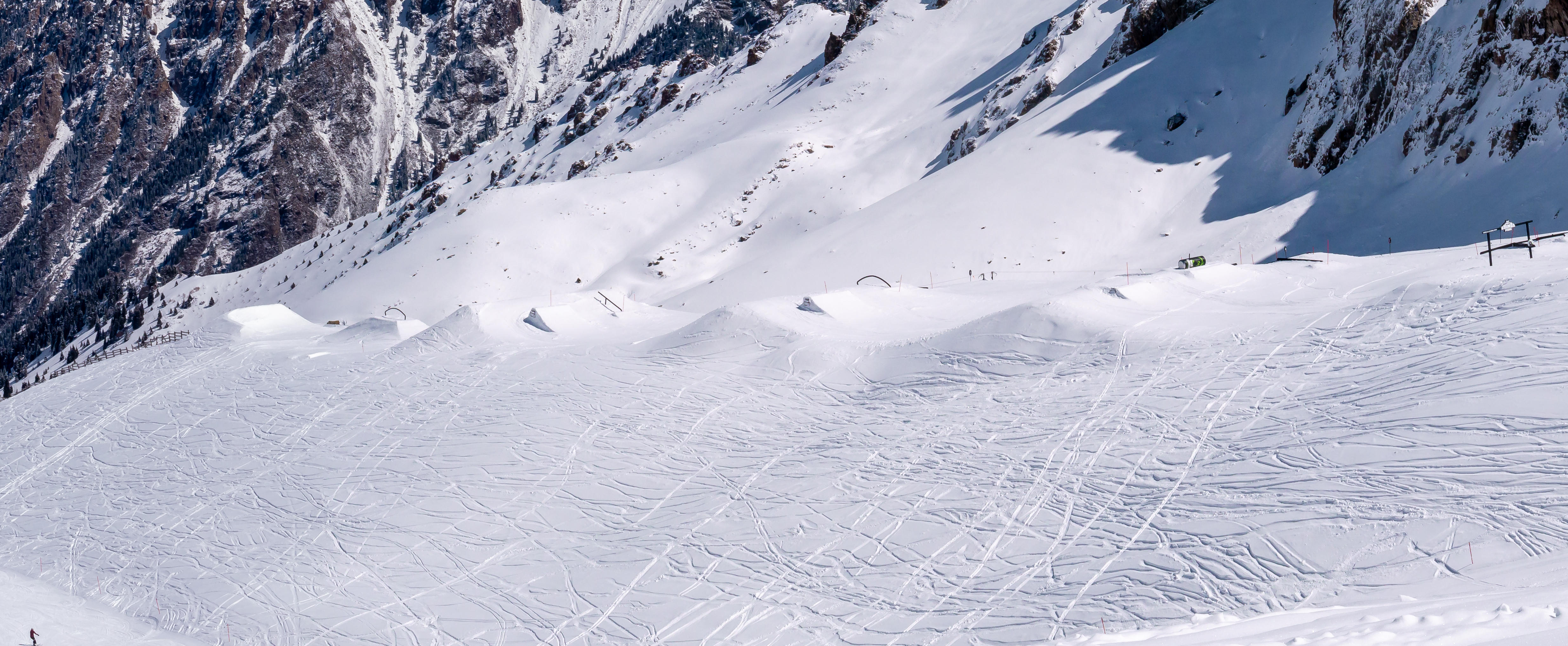
Überblick eines Funparks

In einem Funpark gibt es keine Aufsichtspersonen, sondern jeder ist für die eigene Sicherheit und die der anderen verantwortlich. Es gibt Regeln, die Sicherheit gewährleisten sollen. Zu diesen Regeln gehört zum Beispiel ein Verbot, sich vorzudrängeln, ein Zeichen zu geben, wenn man losfährt, das Anpassen der Geschwindigkeit an sein Fahrkönnen, oder auch die schnelle Freigabe eines Elements nach dem Befahren. Trotz diesen Regeln passieren Unfälle, die manchmal den Einsatz beispielsweise der Schweizerischen Rettungsflugwacht (Rega) benötigen. Um die Grundlagen zu erlernen, kann der erste Versuch in Begleitung eines Skilehrers vorgenommen werden.

## Wettkämpfe
Professionelle Ski-/Snowboard-Freestyler (z. B. einer der weltbesten Freestyler Andri Ragettli oder auch Jesper Tjäder) können an verschiedenen Wettkämpfen teilnehmen. Ein Teil der Disziplinen solcher kompetitiven Freestyle-Skiing-Wettkämpfe wird in Funparks ausgetragen.
Dazu gehören bekannte Veranstaltungen wie zum Beispiel:
- Freestyle-Skiing-Weltcup, ausgetragen jährlich, seit 1980
- Freestyle-Skiing-Weltmeisterschaften, ausgetragen alle 2 Jahre, seit 1986
- Freestyle-Skiing bei den Olympischen Spielen, ausgetragen alle 4 Jahre, seit 1992
- X-Games, ausgetragen jährlich, seit 1997